# Köthener Straße
Die Köthener Straße ist eine Straße im Berliner Ortsteil Kreuzberg. Sie grenzt direkt an den Potsdamer Platz und erfuhr ebenso wie dieser eine wechselvolle Geschichte im Berliner Kultur- und Vergnügungsviertel Anfang des 20. Jahrhunderts, Niemandsland nach dem Bau der Berliner Mauer und Wiederaufbau nach 1990.
Benannt nach der sachsen-anhaltischen Stadt Köthen, bildete sie ursprünglich die Verbindung zwischen dem Potsdamer Fernbahnhof und dem Potsdamer und Anhalter Güterbahnhof. Heute liegen an der Straße im Westen die Park Kolonnaden und der U-Bahnhof Mendelssohn-Bartholdy-Park, im Osten eine Wohn- und Geschäftsbebauung aus verschiedenen Zeiten, darunter ein großes Studentenwohnheim.

## Geschichte

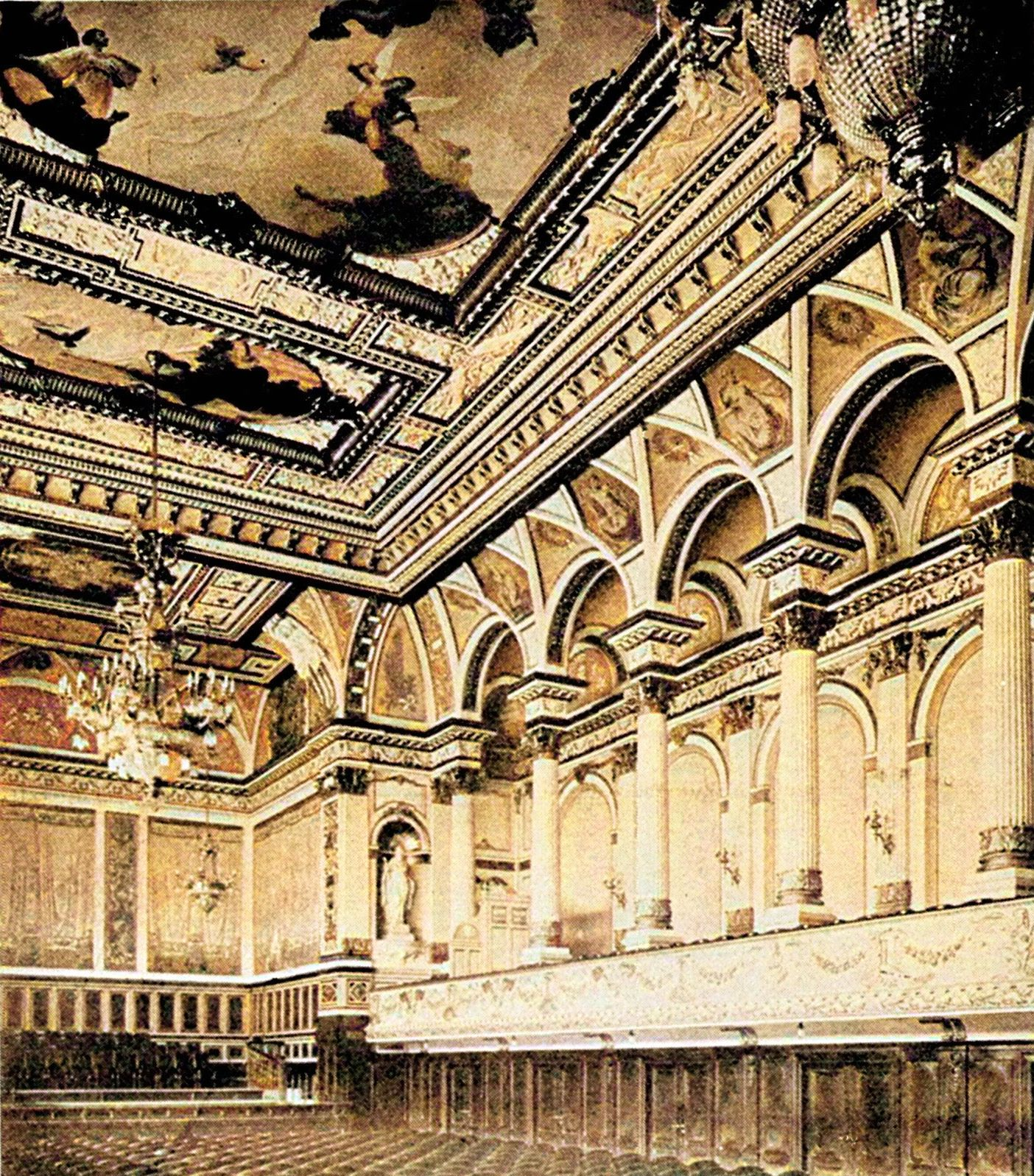
Der Beethovensaal in der Köthener Straße 32 im Jahr seiner Eröffnung 1899

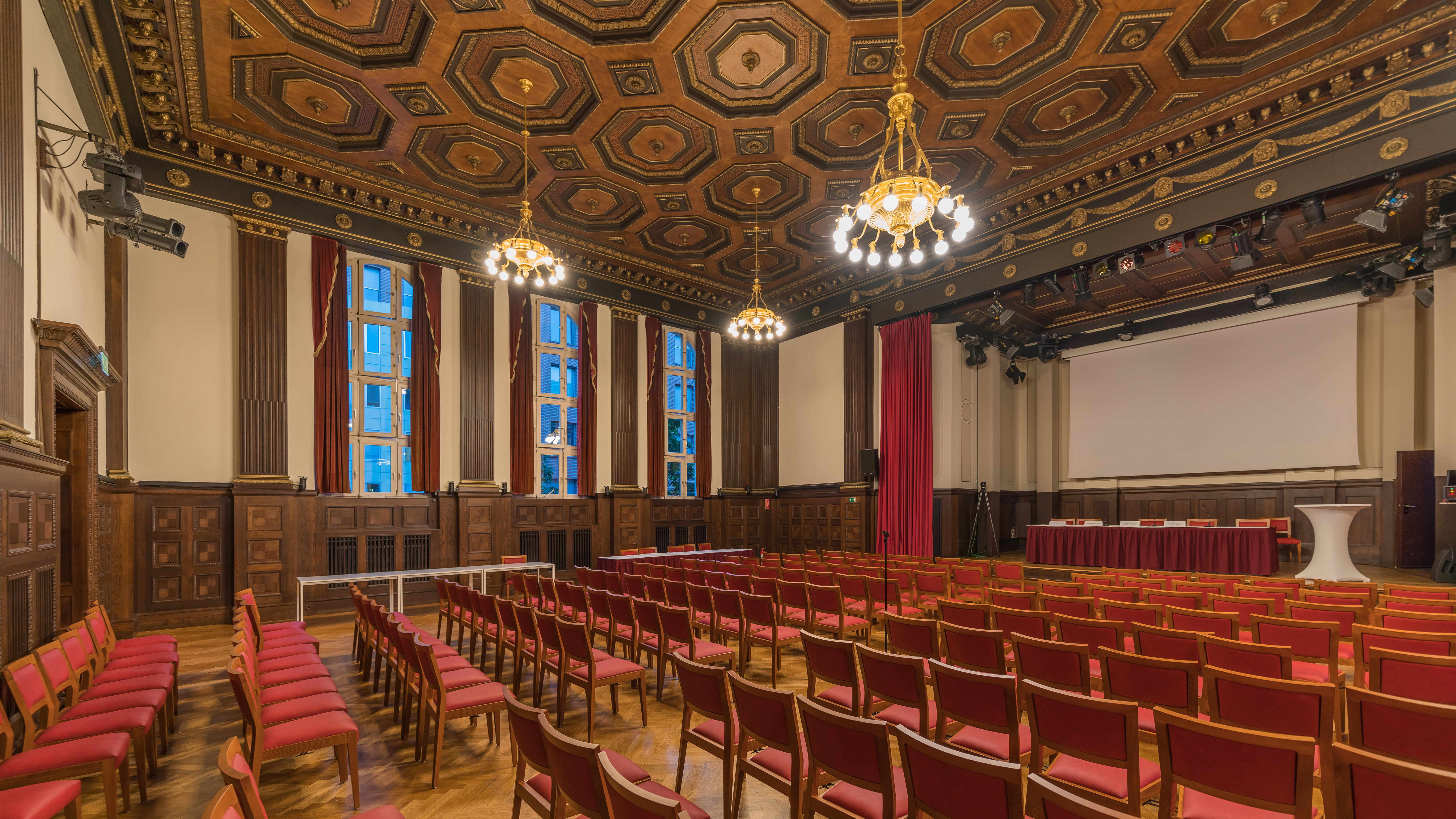
Meistersaal mit Kassettendecke, 2018

Die Straße wurde in den Jahren 1843/1844 als Verbindung zum Güterbahnhof der Anhalter Bahn – von der Stresemannstraße ausgehend – angelegt. Am 24. Januar 1844 wurde die Straße nach Köthen, dem ersten Endpunkt der in unmittelbarer Nähe beginnenden Anhalter Bahn, benannt. Sie wurde gleichzeitig mit Schelling-, Link- und Eichhornstraße angelegt und Teil des von Peter Joseph Lenné in seinem Tiergartenplan 1832 entworfenen „Geheimratsviertels“ zwischen Köthener, Bernburger und Dessauer Straße.
In der benachbarten Bernburger Straße 22a/23 befand sich die alte Berliner Philharmonie, eine 1888 von dem Architekten Franz Heinrich Schwechten zum Konzerthaus umgebaute frühere Rollschuhbahn. Um 1898 wurden zusätzliche Räumlichkeiten benötigt und die Eigentümer der Philharmonie, Lodovico Sacerdoti und Sally Landeker ließen durch Ludwig Heim im dahinterliegenden Hofbereich den Oberlichtsaal und auf dem angrenzenden Grundstück Köthener Straße 32 den Beethoven-Saal (eröffnet Januar 1899) errichten, um Ausweichflächen zu haben. Der gesamte Gebäudekomplex wurde im Zweiten Weltkrieg zerstört.
Der Meistersaal in der Köthener Straße 38 kam 1913 hinzu. Neben Kammermusik-Abenden gab es dort zahlreiche weitere Veranstaltungen wie beispielsweise 1919 einen Propagandaabend von Dadaisten und Künstlern des später im gleichen Hause kurzzeitig ansässigen Malik-Verlags. Später folgten Tanzveranstaltungen und Vortragsabende, Kurt Tucholsky las dort regelmäßig.
Zwischen 1910 und 1912 entstand an der Köthener Ecke Stresemannstraße – wiederum von Schwechten geplant – das Haus Potsdam, das nach der Umbenennung in Haus Vaterland eines der bekanntesten Geschäfts- und Amüsierhäuser des Potsdamer Platzes wurde. Ebenfalls im Zweiten Weltkrieg schwer zerstört, wurde es erst 1976 komplett abgerissen.
Einer der ersten deutschen Tierfilme und prominentes Beispiel eines Kulturfilms entstand 1920 mit Der Hirschkäfer von Ulrich Karl Traugott Schulz in der Waschküche einer Dreizimmerwohnung der Hausnummer 42/43. In diese war damals kurzfristig die Kulturabteilung der UFA eingezogen.
Kulturleben fand nicht nur in öffentlichen Einrichtungen statt. Kurz nach dem Bau der Straße veranstaltete Bettina von Arnim hier ihre Salons. Ab 1900 ließ Harry Graf Kessler seine gesamte Wohnung in der Köthener Straße 28/29 als Jugendstilkunstwerk ausstatten. Nach dem Reichstagsbrand flüchtete er vor den Nationalsozialisten ins Ausland. Diese beschlagnahmten seine Habe, das Haus fiel ebenfalls dem Zweiten Weltkrieg zum Opfer.
Die Berliner Verkehrs-AG (BVG) wurde 1938 in Berliner Verkehrs-Betriebe umfirmiert. Als Hauptverwaltung bezogen diese das Gebäude der ehemaligen Hochbahngesellschaft in der Köthener Straße 12, das 1943 bei einem alliierten Luftangriff zerstört wurde. Die BVG siedelte sich nun nicht mehr direkt am Potsdamer Platz an, sondern zog in das Verwaltungsgebäude Potsdamer Straße 188–192.
Nach dem Bau der Mauer im Jahr 1961 geriet die Straße zunehmend ins Abseits. Als einziges Zeugnis der Vorkriegsbebauung konnte sich der Meistersaal in der Köthener Straße 38 halten, der Teil des Hansa-Tonstudios 2 wurde und als Studio by the wall einige Berühmtheit für die Aufnahmen von David Bowie, Iggy Pop, Depeche Mode und U2 erlangte. Im Film spielte die Straße eine Rolle, da eine Schlüsselszene aus Wim Wenders Spielfilm Der Himmel über Berlin daraus besteht, wie ein Protagonist durch die Köthener Straße auf die direkt angrenzende Mauer zuläuft.
Bis Juni 1972 gehörte die westliche Straßenseite – also das Gelände der Potsdamer Bahnhöfe – zum damaligen Stadtbezirk Mitte und damit zur DDR. Durch einen Gebietsaustausch kam dies an West-Berlin und dort zum Verwaltungsbezirk Tiergarten.